# Chiesa dei Santi Pietro e Paolo (Daverio)
La chiesa dei Santi Pietro e Paolo è la parrocchiale di Daverio, in provincia di Varese ed arcidiocesi di Milano; fa parte del decanato di Azzate.

## Storia
La prima citazione di una chiesa a Daverio risale al 1398 ed è contenuta nella Notitia Cleri, in cui si legge che dipendeva dalla pieve di San Vittore di Varese; nel 1564 risultava essere invece sede di una rettoria.
Nel 1592 la chiesetta venne riedificata, visto che versava in pessime condizioni, come rilevato anche dall'arcivescovo Carlo Borromeo.
Dalla relazione della visita pastorale del 1755 dell'arcivescovo Giuseppe Pozzobonelli si apprende che la parrocchiale, che era sede della confraternita del Santissimo Sacramento, aveva come filiali le cappelle di Santa Maria Assunta, di Sant'Apollinare a Crosio e di San Giovanni Battista a Dubbiate, che a servizio della cura d'anime v'era il solo parroco e che i fedeli ammontavano a 582; questi ultimi risultavano scesi a 519 nel 1780.
La parrocchiale fu interessata da un intervento di rifacimento e di ampliamento nel 1885; pochi anni dopo, l'arcivescovo Andrea Carlo Ferrari, compiendo la sua visita, trovò che i fedeli erano 1700 e che la chiesa dei Santi Pietro e Paolo, avente alle proprie dipendenze le cappelle di Santa Maria Assunta, di San Giovanni e di Sant'Apollinare, era sede della Confraternita del Santissimo Sacramento, della Pia unione delle Figlie di Maria e della Compagnia di San Luigi Gonzaga.
Tra il 2009 e il 2010 la chiesa venne ristrutturata e consolidata, specialmente nella cappella del fonte battesimale.

## Descrizione

### Facciata
La facciata della chiesa, rivolta a ponente e anticipata dal pronao caratterizzato da sei colonne - di cui due addossate a pilastri - sorreggenti cinque archi a tutto sesto, presenta nell'ordine inferiore il portale maggiore e in quello superiore quattro lesene e il rosone; a coronare il prospetto v'è il timpano di forma triangolare.

### Interno
L'interno dell'edificio si compone di tre navate, divise da pilastri sorreggenti archi a tutto sesto, sopra cui corre la cornice modanata sulla quale si imposta la volta; al termine dell'aula si sviluppa il presbiterio, rialzato di tre gradini e chiuso dall'abside poligonale.
Qui sono conservate diverse opere di pregio, tra cui la pala con soggetto Sant'Antonio da Padova, l'affresco ritraente il Battesimo di Cristo, realizzato nel 2010 da Mauro Nicora, e l'organo, costruito nel 1879 dalla ditta Mentasti.